# لاري رودولف
لاري رودولف (بالإنجليزية: Larry Rudolph)‏ (ولد في 24 يوليو 1963) هو مدير أعمال أمريكي، اكتشف وتعاون مع العديد من المواهب والفنانين الأمريكيين أمثال بريتني سبيرز وغيرها.